# Łukasz Piszczek
Łukasz Piszczek (Czechowice-Dziedzice, 1985. június 3. –) lengyel válogatott labdarúgó, jelenleg a Borussia Dortmund játékosa. Posztját tekintve jobb oldali védő.

## Pályafutása

### A válogatottban
A felnőtt válogatottban 2007. február 3-án debütált egy Észtország elleni barátságon találkozón. A 2008-as Európa-bajnokság előtt pár nappal Jakub Błaszczykowski sérülése miatt bekerült az utazó keretbe. A németek elleni találkozón lépett pályára, de azt az követő edzésen megsérült.
Az Európa-bajnoki keretszűkítést követően a szövetségi kapitány Franciszek Smuda nevezte őt a 2012-es Eb-re készülő 23 fős keretébe.